# Fort de Pozzarello
Le fort de Pozzarello (en italien : Forte del Pozzarello), plus simplement Forte Pozzarello est une forteresse côtière située à Porto Santo Stefano, une frazione la commune de Monte Argentario (province de Grosseto), en Toscane,. Il se trouve sur la côte nord du promontoire de l'Argentario.

## Historique
Le fort côtier a été construit dans la seconde moitié du XIXe siècle et a été la dernière fortification par ordre chronologique à avoir été construite dans la zone du promontoire de l'Argentario. Conçu en 1874, les travaux ne furent achevés qu'en 1888.
La fortification a été construite sous la juridiction du royaume d'Italie, dans le but de protéger la côte près de Porto Santo Stefano, qui, selon les plans de l'époque, devait devenir une grande base pour la Marina Militare. De plus, la côte du promontoire de l'Argentario était à l'époque considérée comme le point le plus vulnérable en cas de tentative d'invasion ennemie par la mer, compte tenu également de sa position géographique relativement proche de Rome, devenue quelques années plus tôt la nouvelle capitale de le royaume.
Une fois inaugurée, la fortification est devenue le lieu de divers exercices de défense et d'attaque, au cours desquels on simulait l'approche depuis la mer de navires ennemis, qui devaient être touchés par les canons positionnés à proximité de la structure défensive.
Pendant la Seconde Guerre mondiale, la défense aérienne a été mise en place pour tenter de défendre la région contre les bombardements aériens. Après la guerre, la fortification fut transformée en un grand dépôt d'armes et de munitions, définitivement abandonné en 1975. Après la fermeture, la structure défensive fut complètement abandonnée, subissant une dégradation rapide et inexorable.